# Paolo Mietto
Paolo Mietto CSI (* 26. Mai 1934 in Padua; † 25. Mai 2020 in Quito, Ecuador) war ein italienischer römisch-katholischer Ordensgeistlicher und Generalsuperior der Josephiner vom hl. Leonardo Murialdo sowie Apostolischer Vikar von Napo (Ecuador).

## Leben
Paolo Mietto trat am 7. Oktober 1951 der Ordensgemeinschaft der Josephiner vom hl. Leonardo Murialdo bei und legte am 8. Dezember 1952 die Profess ab. Er empfing am 30. März 1963 in Viterbo die Priesterweihe. Von 1982 bis 1994 war Paolo Mietto Generalsuperior der Josephiner vom hl. Leonardo Murialdo. Während der Seminarjahre und in den frühen Jahren des Ordenslebens hatte er in Padua, Montecchio Maggiore (Vicenza), Ponte di Piave (Treviso), Rom, Viterbo und Brüssel gelebt.
Papst Johannes Paul II. ernannte ihn am 1. Juli 1994 zum Apostolischen Koadjutorvikar von Napo und zum Titularbischof von Muzuca in Byzacena. Der Präfekt der Kongregation für die Evangelisierung der Völker, Jozef Kardinal Tomko, weihte ihn am 22. Oktober desselben Jahres in der Kirche Santa Maria Immacolata e San Giovanni Berchmans in Rom zum Bischof; Mitkonsekratoren waren Francisco Javier Errázuriz Ossa, Sekretär der Kongregation für die Institute geweihten Lebens und für die Gesellschaften apostolischen Lebens, und Julio Parise Loro CSI, Apostolischer Vikar von Napo. 
Mit der Emeritierung Julio Parise Loros CSI folgte er diesem am 2. August 1996 als Apostolischer Vikar von Napo nach. Am 11. Juni 2010 nahm Papst Benedikt XVI. sein altersbedingtes Rücktrittsgesuch an.
2012 bis 2014 war Mietto Apostolischer Administrator des Apostolischen Vikariats San Miguel de Sucombíos.
Mietto war einer der großen Förderer der Gründung des Red Eclesial Panamazónica (Repam).